# اجازه‌نامه بکارگیری نیروی نظامی علیه عراق طبق حکم ۲۰۰۲

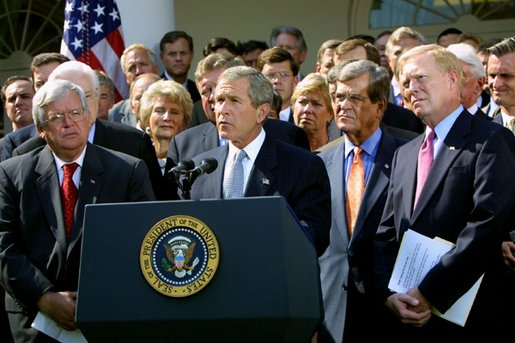
جورج دابلیو بوش در میان سران مجلس سنای آمریکا حکم عراق را برای اولین بار در تاریخ ۲ اکتبر ۲۰۰۲ معرفی می‌کند.

اجازه‌نامه بکارگیری نیروی نظامی علیه عراق طبق حکم ۲۰۰۲ (به انگلیسی: Authorization for Use of Military Force Against Iraq Resolution of 2002) که در گفتار غیررسمی به‌طور خلاصه با نام حکم عراق شناخته می‌شود، یک حکم همه‌جانبه بود که در اکتبر ۲۰۰۲ میلادی توسط کنگره ایالات متحده آمریکا ارائه و در مجلس نمایندگان آمریکا و مجلس سنای آمریکا به رأی گذاشته شد.. با پذیرش این حکم، نیروهای مسلح ایالات متحده آمریکا این اجازه را یافتند تا از توان نظامی خود علیه صدام حسین استفاده کنند که کنگره در آن زمان با عنوان عملیات آزادی عراق از آن نام برد.

## فهرست مفاد حکم
کنگره آمریکا برای توجیه عملیات نظامی علیه رژیم بعث عراق، از فاکتورهای گوناگونی نام برده که به شرح زیر هستند:
- ناسازگاری عراق در زمینهٔ قطعنامه ۶۸۷ شورای امنیت در رابطه با سلاح‌های کشتار جمعی ازجمله جلوگیری از فعالیت بازرسان سازمان ملل.
- عراق همچنان به ساخت و گسترش جنگ‌افزارهای بیولوژیکی و شیمیایی ادامه داده‌است و همچنین باپشتکار فراوان به دنبال دستیابی به جنگ‌افزار هسته‌ای است که تهدیدی برای امنیت ملی ایالات متحده و صلح جهانی و امنیت ناحیه خلیج فارس ارزیابی می‌شود.
- عراق مردم خود را با خشونت تمام سرکوب و اعدام می‌کند.
- توانایی و تمایل رژیم عراق برای بکارگیری سلاح کشتار جمعی علیه کشورهای دیگر و مردم کشور خود.
- خصومت عراق با ایالات متحده و تلاش برای ترور جرج اچ. دابلیو بوش رئیس‌جمهور وقت ایالات متحده آمریکا در سال ۱۹۹۳ و همچنین شلیک به هواپیمای ائتلاف حین پرواز در منطقه پروازممنوع در زمان جنگ خلیج فارس.
- چند عضو از القاعده که در حملات به کشور ایالات متحده آمریکا، شهروندان و منافعش دست داشته‌اند، عراقی بودند. ازجمله در حملات ۱۱ سپتامبر.
- عراق همچنان به اعضای تروریسم بین‌المللی که دیدگاه‌های ضدآمریکایی دارند، پناه می‌دهد.
- عراق به خانوادهٔ بمبگزاران انتحاری پاداش مالی می‌دهد.
- کشورهای ترکیه، کویت و عربستان سعودی از صدام حسین وحشت دارند و خواستار پایین کشیدن او از قدرت هستند.
- با پذیرش این اجازه‌نامه، اجازه استفاده از نیروی نظامی علیه تروریست‌ها به نیروهای مسلح داده خواهد شد.
- اجازهٔ حمله به عراق، بر اساس قانون اساسی، حکم کنگره، و دستور رئیس‌جمهور ایالات متحده آمریکا برای مبارزه با تروریسم صادر خواهد شد.
- براساس بیانهٔ آزادسازی عراق، این اجازه‌نامه درصورت پذیرش جزء سیاستهای ایالات متحده آمریکا خواهد بود تا صدام حسین را از قدرت برکنار کرده و یک حکومت دموکراتیک در عراق بنا نهد.

## پذیرش حکم عراق
در تاریخ ۲ اکتبر ۲۰۰۲ این حکم از سوی کنگره به مجلس نمایندگان آمریکا و مجلس سنای ایالات متحده آمریکا ارائه شد که پس از گذشت هشت روز، در تاریخ ۱۰ اکتبر ۲۰۰۲ با تعداد ۲۹۶ رأی موافق به ۱۳۳ رأی مخالف، حکم عراق توسط مجلس نمایندگان پذیرفته شد. یک روز بعد در تاریخ ۱۱ اکتبر ۲۰۰۲ مجلس سنای ایالات متحده آمریکا نیز با میزان ۷۷ رأی موافق به ۲۳ رأی مخالف، حکم عراق را پذیرفت. پس از گذشت ۵ روز، این حکم در تاریخ ۱۶ اکتبر ۲۰۰۲ توسط رئیس‌جمهور جورج دابلیو بوش امضاء شد و بدین ترتیب دستور جنگ با عراق به نیروهای مسلح آمریکا داده شد.

### آمار رأی مجلس نمایندگان
| حزب        | بله | نه  | خودداری از رأی دادن |
| ---------- | --- | --- | ------------------- |
| جمهوری‌خواه | ۲۱۵ | ۶   | ۲                   |
| دموکرات    | ۸۱  | ۱۲۶ | ۱                   |
| مستقل      | ۰   | ۱   | ۰                   |
| مجموع رأی  | ۲۹۶ | ۱۳۳ | ۳                   |

### آمار رأی مجلس سنا
| حزب        | بله | نه |
| ---------- | --- | -- |
| جمهوری‌خواه | ۴۸  | ۱  |
| دموکرات    | ۲۹  | ۲۱ |
| مستقل      | ۰   | ۱  |
| مجموع رأی  | ۷۷  | ۲۳ |